# Санаторий «Войново»
Санаторий «Войново» — посёлок в Мценском районе Орловской области России. Входит в состав Воинского сельского поселения.

## География
Посёлок находится в северной части Орловской области, в лесостепной зоне, в пределах центральной части Среднерусской возвышенности, на правом берегу реки Воинка, на расстоянии примерно 11 км (по прямой) к юго-западу от города Мценск, административного центра района. К востоку от населённого пункта проходит федеральная автотрасса М2.
Климат
Климат характеризуется как умеренно континентальный с умеренно морозной зимой и теплым, иногда жарким летом. Средняя многолетняя температура самого холодного месяца — января, составляет −9,4 °С, температура самого теплого +19 °С.
Часовой пояс
Посёлок Санаторий «Войново», как и вся Орловская область, находится в часовой зоне МСК (московское время). Смещение применяемого времени относительно UTC составляет +3:00.

## Население
| 2002 | 2010 |
| ---- | ---- |
| 195  | ↘125 |

Половой состав
По данным Всероссийской переписи населения 2010 года, в гендерной структуре населения мужчины составляли 42,4 %, женщины — соответственно 57,6 %.
Национальный состав
Согласно результатам переписи 2002 года, в национальной структуре населения русские составляли 97 % из 195 чел.

## Улицы
| - ул. Береговая, - ул. Калинникова, | - ул. Медицинская, - ул. Садовая. |